# 양재봉 (컬링인)
양재봉(1974년 7월 23일~)은 대한민국의 컬링 선수 출신 컬링 지도자이다.